# Crato
Crato ist eine Kleinstadt (Vila) und ein Kreis (Concelho) in Portugal mit 3225 Einwohnern (Stand 19. April 2021).

## Geschichte

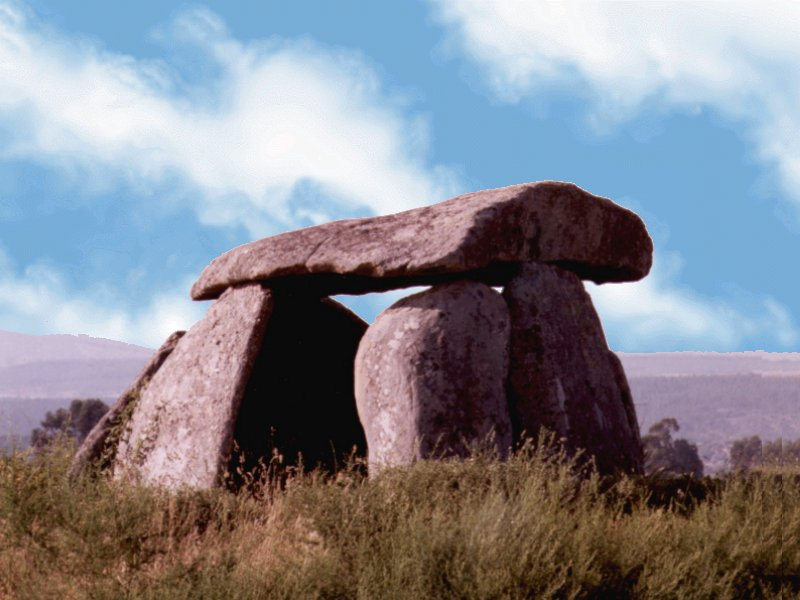
Die Megalithanlage Anta do Tapadão (in der Gemeinde Aldeia da Mata)

Mit etwa 70 Antas belegen eine Vielzahl Megalithanlagen im Kreis eine vorgeschichtliche Besiedlung. Die Anta do Crato (auch Anta do Tapadão oder Anta da Aldeia da Mata genannt) liegt etwa 400 m nördlich der Bahnstation auf einer Anhöhe zwischen der Ribeira da Seda und dem Ribeiro do Chocanal. Von den ursprünglich sieben Tragsteinen sind der etwa 2,0 m hohe, verhältnismäßig breite Stirnstein und vier Wandsteine erhalten. Der Deckstein befindet sich in situ. Gang und Hügel sind nicht erhalten. Es handelt sich um eine breitkammerige Anta. Der Ort war im 3. Jahrhundert v. Chr. als Castraleuca, Castraleucos oder Cattaleucos eine Stadt Karthagos. Ab dem 2. Jahrhundert eroberten die Römer die Iberische Halbinsel, und der Ort wurde Teil der Provinz Lusitanien. Zwei Brücken und Ausgrabungen von Villen sind die bedeutendsten römischen Funde im Kreis. Die beiden vierbogigen Brücken liegen 1,5 km bzw. 2,5 km südlich von Crato und sind von der Nationalstraße 245 aus zu sehen. Die Römerstraße dazwischen ist erhalten. Über die Zeit seit dem Einfall von Barbarenstämmen ab dem 5. Jahrhundert ist nicht viel bekannt, und auch unter arabischer Herrschaft ab 711 wurde der Ort nicht besonders erwähnt.
Im Verlauf der Reconquista eroberte Portugals erster König Afonso Henriques den Ort 1160 von den Mauren. Im Zuge der Konsolidierung des seit 1140 unabhängigen Königreichs Portugal und dessen Besiedlungspolitik wurde Crato dann dem Hospitaliterorden übergeben. Erste Stadtrechte erhielt es 1270. Ab 1340 wurde es als portugiesischer Sitz der Hospitaliter auserwählt, die ab 1356 im Kloster Convento Flor da Rosa dann auch Quartier nahmen.

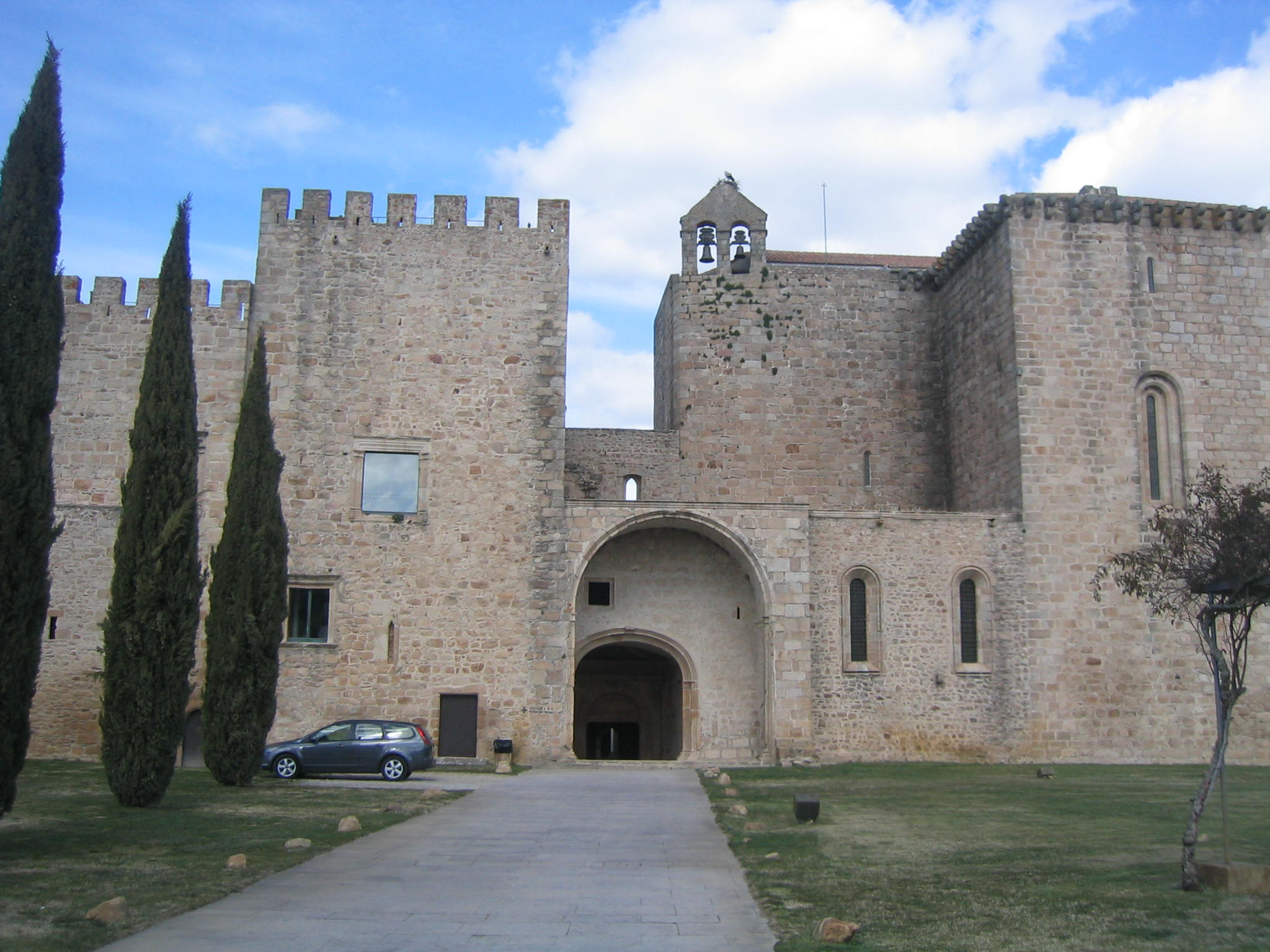
Das historische Kloster Convento Flor da Rosa in der Gemeinde Flor da Rosa (heute eine Pousada)

König Manuel I. erneuerte die Stadtrechte Cratos 1512 im Zuge seiner Verwaltungsreformen. Er heiratete 1519 hier zudem Eleonore von Kastilien, seine dritte Frau. Auch sein Sohn, König João III., heiratete hier, jedoch nennen andere Quellen Lissabon als Ort seiner Heirat mit Katharina von Kastilien im Jahr 1525.
Während der Kriegshandlungen des Restaurationskrieges zerstörten spanisch-habsburgische Truppen unter João de Áustria den Ort 1662. Die Festung und Stadtmauern wurden danach nicht wieder errichtet. 1790 kam Crato wieder in den Besitz des portugiesischen Königs. Es blieb ein eigenständiger Kreis bis heute.

## Verwaltung

### Kreis
Crato ist Verwaltungssitz eines gleichnamigen Kreises. Die Nachbarkreise sind (im Uhrzeigersinn im Norden beginnend): Gavião, Nisa, Castelo de Vide, Portalegre, Monforte, Alter do Chão sowie Ponte de Sor.
Mit der Gebietsreform im September 2013 wurden die Gemeinden (Freguesias) Crato e Mártires, Flor da Rosa und Vale do Peso zur neuen Gemeinde União das Freguesias de Crato e Mártires, Flor da Rosa e Vale do Peso zusammengefasst. Der Kreis besteht seither aus den folgenden vier Gemeinden:
Die folgenden Gemeinden (Freguesias) liegen im Kreis Crato:

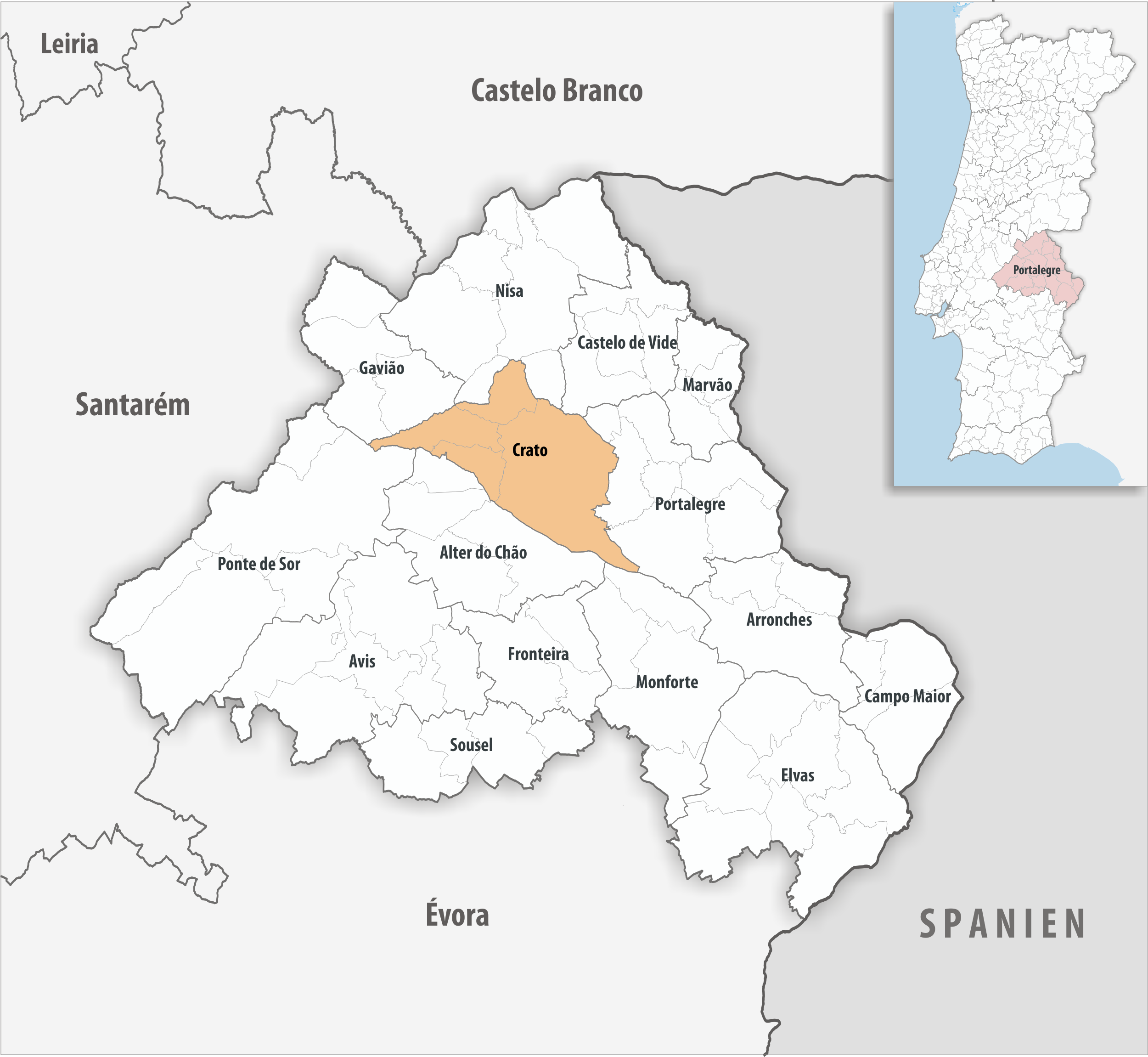
Kreis Crato

| Gemeinde                                      | Einwohner (2021) | Fläche km² | Dichte Einw./km² | LAU- Code |
| --------------------------------------------- | ---------------- | ---------- | ---------------- | --------- |
| Aldeia da Mata                                | 313              | 37,28      | 8                | 120601    |
| Crato e Mártires, Flor da Rosa e Vale do Peso | 2.002            | 254,56     | 8                | 120607    |
| Gáfete                                        | 688              | 46,15      | 15               | 120604    |
| Monte da Pedra                                | 222              | 60,08      | 4                | 120605    |
| Kreis Crato                                   | 3.225            | 398,07     | 8                | 1206      |

### Bevölkerungsentwicklung
| Einwohnerzahl im Kreis Crato (1801–2011) | Einwohnerzahl im Kreis Crato (1801–2011) | Einwohnerzahl im Kreis Crato (1801–2011) | Einwohnerzahl im Kreis Crato (1801–2011) | Einwohnerzahl im Kreis Crato (1801–2011) | Einwohnerzahl im Kreis Crato (1801–2011) | Einwohnerzahl im Kreis Crato (1801–2011) | Einwohnerzahl im Kreis Crato (1801–2011) | Einwohnerzahl im Kreis Crato (1801–2011) | Einwohnerzahl im Kreis Crato (1801–2011) | Einwohnerzahl im Kreis Crato (1801–2011) |
| ---------------------------------------- | ---------------------------------------- | ---------------------------------------- | ---------------------------------------- | ---------------------------------------- | ---------------------------------------- | ---------------------------------------- | ---------------------------------------- | ---------------------------------------- | ---------------------------------------- | ---------------------------------------- |
| 1801                                     | 1849                                     | 1900                                     | 1930                                     | 1960                                     | 1981                                     | 1991                                     | 2001                                     | 2004                                     | 2006                                     | 2011                                     |
| 2968                                     | 3069                                     | 6074                                     | 8253                                     | 8642                                     | 5642                                     | 5064                                     | 4348                                     | 3995                                     | 3835                                     | 3708                                     |

### Kommunaler Feiertag
- Ostermontag

### Städtepartnerschaften
- São Tomé und Príncipe: Lembá
- Brasilien: Crato (Ceará)[10]

## Verkehr
Der Personenverkehr auf der Bahnlinie Linha do Leste wurde 2012 eingestellt. Ab 29. August 2017 gibt es wieder einen Reisezug täglich in beide Richtungen zwischen Entroncamento und Badajoz.
Der Ort ist in das landesweite Busnetz der Rede Expressos eingebunden.
Die Nationalstraße N245 verbindet Crato mit dem 14 km nördlichen Alpalhão und dessen Anschluss an die IP2 (hier auch Europastraße E 802). Die Distrikthauptstadt Portalegre ist über die IC13 25 km westlich zu erreichen.

Roderigo Lopes (links) mit seinem angeblichen Mitverschwörer Ferrara de Gama

## Söhne und Töchter der Stadt
- Roderigo Lopes (1525–1594), Leibarzt der englischen Königin
- Anabela Cardoso, Diplomatin und Parapsychologin